# Våra vänners liv
Våra vänners liv är en svensk TV-serie i tio entimmesavsnitt från 2010. Första avsnittet sändes i SVT 1 den 18 oktober 2010. Serien är skapad och skriven av Calle Marthin och Niklas Rockström. För regin står Henrik Georgsson och Mani Maserrat-Agah (avsnitt 7 & 8). Serien startade en debatt om "den nye mannen".[källa behövs] Serien vann Kristallen 2011-priset för "Årets tv-drama".

## Handling
Den handlar om fyra mäns vänskap och deras liv. Pontus är nyskild och försöker kombinera karriären med att ta hand om sin dotter. Mats är nygift men längtar efter något större vad gäller karriären och dras med en jobbig svärfar. Olle och Monika väntar barn samtidigt som Olle drabbas av en sjukdom och söker upp sin far. David driver antikhandel och inleder en osäker relation med en äldre kvinna.

## Rollista i urval
- Jacob Ericksson - Pontus
- Gustaf Hammarsten - Mats
- Shanti Roney - Olle
- Erik Johansson - David
- Malin Cederbladh - Charlotte
- Kirsti Torhaug - Monika
- Meliz Karlge - Anna
- Marie Richardson - Jenny
- Sofia Sohlberg - Frida
- Anja Lundqvist - Lotta
- Anders Ahlbom - Gösta
- Sten Ljunggren - Claes
- Johan Ulveson - Otto, chefredaktör
- Rakel Wärmländer - Anja
- Dan Bratt - Bill
- Per Ragnar - Buster
- Rebecka Teper - Katarina, förskolefröken
- Göran Engman - Davids far
- Anne-Li Norberg - Davids mor
- Claes Månsson - Bengt, Anjas far
- Lena Strömdahl - Olles läkare
- Magnus Eriksson - Charlottes chef
- Kjell Bergqvist - Kjell-Olof Heldt, mäklare
- Caroline Williams - sångerskan vid en dejtingscen
- Fredrik Hiller - Taxichaufför
- Simon J. Berger - Barnmorska
- Johan Hedenberg - Läkare Nordensson
- Natalie Söderqvist - Markvärdinna
- David Lenneman - Guldsmed
- Michael Lindgren - Folkes pappa
- Hugo Persliden - Folke
- Linnea Pettersson - Stella